# Kevin Kelley
Kevin Daniel Kelley (25 de marzo de 1943 - 6 de abril de 2002) fue un baterista estadounidense, conocido por su trabajo con las bandas de rock The Byrds y Rising Sons. Kelley también tocó la batería para Fever Tree, aunque se desconoce si era un miembro oficial del grupo o no. Kelley es el primo del country rock pionero y exmiembro de The Byrds y Flying Burrito Brothers, Chris Hillman Parece haberse retirado de la industria de la música después de tocar la batería en el álbum de 1973 de Michael Cohen, "What Did You Expect?"
Kelley no debe confundirse con Kevin Kelly, otro músico de sesión estadounidense que tocó el piano para Joan Baez durante la Rolling Thunder Revue y apareció como invitado en álbumes de Tim Buckley, Judee Sill, Bryn Haworth y The Babys durante la década de 1970.

## Biografía

### Primeros años
Kelley comenzó su carrera musical tocando la batería para la banda de Beverly Hills High School, antes de asistir a Santa Monica College y Los Angeles City College para estudiar música y composición.
Después de su tiempo en la universidad, Kelley pasó tres años en el Cuerpo de Marines de los Estados Unidos, incluido un año en Japón, donde se interesó por la espiritualidad oriental y el budismo.

### The Rising Sons
En 1965, después de regresar a la vida civil, se convirtió en el baterista de una de las primeras bandas de folk rock de Los Ángeles, The Rising Sons, un grupo que también incluía guitarristas Ry Cooder y Taj Mahal Kelley fue contratado para reemplazar al baterista original de la banda Ed Cassidy, quien luego se unió a la banda jazz influenciada por rock psicodélico Spirit. Tras el reclutamiento de Kelley en la banda, los Rising Sons firmaron con Columbia Records y lanzaron la canción del Reverend Gary Davis "Candy Man" como sencillo en 1966. El sencillo no llegó a las listas y la banda se separó poco después, dejando un álbum de material inédito que no se publicó hasta principios de la década de 1990.
Durante este período de su vida, Kelley aprendió por sí mismo a tocar el piano y la guitarra, pero siguió siendo esencialmente un baterista.

### The Byrds
Después de la ruptura de los Rising Sons, Kelley se encontró sin una banda y, en consecuencia, tuvo que recurrir a trabajar en una tienda de ropa para hombres. Fue mientras trabajaba en la tienda de ropa cuando el primo de Kelley, Chris Hillman, que era el bajista de la exitosa banda de LA folk rock y rock psicodélico The Byrds, le pidió que se uniera a la grupo en enero de 1968.
The Byrds se habían reducido recientemente a un dúo tras el despido en octubre de 1967 del guitarrista rítmico David Crosby y la partida en diciembre de 1967 del baterista original de la banda, Michael Clarke. Con una gira universitaria en Estados Unidos que se avecina, Hillman y su compañero de banda Roger McGuinn decidieron reclutar a un baterista que ya conocían, en lugar de realizar audiciones que consumían mucho tiempo.
Kelley tiene la distinción de ser el primer miembro no original en unirse a The Byrds, aunque un segundo nuevo recluta, Gram Parsons, se incorporó poco después, en febrero de 1968.  Fue esta formación de cuatro integrantes compuesta por Kelley, Hillman, McGuinn y Parsons la que grabaría el álbum seminal de country rock "Sweetheart of the Rodeo" entre marzo y mayo de 1968.
Durante las sesiones de grabación del álbum, la banda intentó una de las composiciones de Kelley titulada "All I Have Are Memories", pero finalmente la canción no se incluyó en el álbum y permaneció inédita en ese momento. "All I Have Are Memories" finalmente se emitió en una configuración instrumental como bonus track en la reedición ampliada de 1997 de "Sweetheart of the Rodeo", aunque se le atribuyó erróneamente a ED Hewitt y RJ Ledford por ese lanzamiento particular. Este error se corrigió para la edición 2003 Legacy de "Sweetheart of the Rodeo", que presentó la canción con la voz principal de Kelley intacta por primera vez.
Además de participar en la grabación de "Sweetheart of the Rodeo", Kelley también estuvo con The Byrds cuando hicieron su infame aparición en el "Grand Ole Opry" en Nashville el 15 de marzo de 1968. donde la banda fue recibida con abucheos y abucheos de la audiencia, debido a su asociación con la contracultura hippie. En los años transcurridos desde el incidente, la aparición de la banda en el "Grand Ole Opry" ha adquirido un estatus casi legendario entre los fanes de Byrds y Gram Parsons.
Tras el lanzamiento de "Sweetheart of the Rodeo", Kelley fue despedido de los Byrds en septiembre de 1968, en gran parte debido a la presión del nuevo guitarrista principal del grupo Clarence White, que se había incorporado como reemplazo de Gram Parsons en julio de 1968.

### Fever Tree y trabajo de sesión
Después de dejar The Byrds, Kelley contribuyó con la batería al cuarto álbum de la banda de rock psicodélico Fever Tree, "For Sale", aunque se desconoce si era un miembro de pleno derecho de la banda o simplemente fue contratado como acompañante para embellecer el álbum.
También fue miembro de la banda Gas Food & Lodging en 1972 y participó en la grabación de 22 pistas con la banda que fueron lanzadas en 2017 como descargas por CD Baby, bajo el título  On the Great Highway ' '.
Entre 1969 y 1973, Kelley encontró trabajo como músico de sesión, participando en álbumes de John Fahey, Phil Ochs, Frank Kinsel, Jerry Jeff Walker, Judee Sill, Jesse Wolff y Whings y Michael Cohen. Tras el lanzamiento del álbum "What Did You Expect?" De Cohen en 1973, Kelley parece haberse retirado del negocio de la música y se sabe poco sobre su vida posterior.

### Muerte
Kevin Kelley murió de causas naturales en North Hollywood el 6 de abril de 2002. Aunque la mayoría de las fuentes publicadas que tratan de su carrera como músico profesional afirman que el año de nacimiento de Kelley fue 1945, lo que lo habría convertido en 56 o 57 en el momento de su muerte, su obituario en el  Los Angeles Times  enumeró su edad como 59, lo que hace que su año de nacimiento sea 1943. Se desconoce cuál de estos años de nacimiento es correcto. Según el índice de defunción del Seguro Social (SSDI), su fecha de nacimiento fue el 25 de marzo de 1943.

## Discografía

### Rising Sons
- "Candy Man"/"The Devil's Got My Woman" (7" sencillo – 1966)
- Rising Sons Featuring Taj Mahal and Ry Cooder (álbum recopilatorio – 1992)
- The Rising Sons (álbum recopilatorio – 2001)

### The Byrds
- "You Ain't Goin' Nowhere"/"Artificial Energy" (7" sencillo – 1968) – Kevin Kelley only appears on "You Ain't Goin' Nowhere"
- Sweetheart of the Rodeo (álbum de estudio – 1968)
- "I Am a Pilgrim"/"Pretty Boy Floyd" (7" sencillo – 1968)

### Fever Tree
- For Sale (álbum de estudio – 1970)
- "She Comes in Colors"/"You're Not the Same Baby" (7" sencillo – 1970)
- "I Put a Spell on You"/"Hey Joe, Where You Gonna Go" (7" sencillo – 1970)

### Gas, Food & Lodging
- On the Great Highway (22 pistas lanzadas como descargas – 2017)

### Apariciones de invitados en el álbum
- John Fahey – The Yellow Princess (1969)
- Bernie Schwartz - The Wheel (1970)
- Frank Kinsel – At Home (1971)
- Jesse Wolff & Whings – Jesse Wolff & Whings (1972)
- Michael Cohen – What Did You Expect? (1973)
- Phil Ochs – Gunfight at Carnegie Hall (1975, remasterizado en 1970)
- Judee Sill – Dreams Come True (2005, remasterizado en los 1970s)